# Neobisium mahnerti major
Neobisium mahnerti major es una subespecie de arácnido del orden Pseudoscorpionida de la familia Neobisiidae.

## Distribución geográfica
Se encuentra en Corcega (Francia).